# Carl Vinson
Pour les articles homonymes, voir Vinson.
Carl Vinson, né le 18 novembre 1883 à Milledgeville (Géorgie) et mort le 1er juin 1981 au même lieu, est un homme politique américain membre du Parti démocrate, représentant de la Géorgie à la Chambre des représentants des États-Unis de 1914 à 1965. Il est en cela la première personne à être élue sans interruption pendant plus de cinquante ans à la Chambre fédérale. Il est le grand-oncle du sénateur  Sam Nunn.

## Biographie

### Débuts
Vinson étudie au Georgia Military College et obtient un diplôme de droit de l'Université de Mercer en 1902. Il est élu à la Chambre des représentants de Géorgie en 1908. Après avoir perdu un troisième mandat à cause d'un redécoupage électoral, il est nommé juge de la cour du comté de Baldwin, mais à la suite de la mort subite du sénateur Augustus Bacon, Thomas W. Hardwick, représentant du 10e district de Géorgie, est désigné pour occuper le siège vacant du sénateur. Vinson annonce donc sa candidature pour reprendre le siège d'Hardwick au Congrès. Vinson remporte le siège face à plus de trois adversaires. Il est à l'époque le plus jeune membre de la Chambre des représentants des États-Unis, où il prête serment le 3 novembre 1914.

### Représentant fédéral
Vinson sert en tant que représentant du 3 novembre 1914 au 3 janvier 1965. Au cours de son mandat à la Chambre des représentants, Vinson est un fervent défenseur de la défense nationale, et en particulier de l'United States Navy et de l'United States Marine Corps. Il rejoint la House Naval Affairs Committee peu après la Première Guerre mondiale et devient le démocrate le plus influent de celle-ci au début des années 1920. Il est le seul démocrate nommé à la commission Morrow, qui effectue un audit de l'aviation militaire aux États-Unis au milieu des années 1920.
En 1931, Vinson devient président de la House Naval Affairs Committee. En 1934, il milite pour le Vinson-Trammell Act avec le sénateur de la Floride, Park Trammell. Il autorise la construction de nouveaux navires de guerre pour remplacer ceux qui avaient atteint les limites d'âge conformément aux traités de Washington (1922) et de Londres (1930) et donne des crédits pour construire des navires militaires jusqu'à la limite possible de ces traités. Cela était nécessaire car lors de la précédente administration, aucun « gros » navire de guerre n'avait été commandé et l'US Navy devenait à la fois vieillissante et perdait du terrain face à la Marine impériale japonaise, qui violait les traités de limitation à la fin de 1934.
Il est ensuite le responsable principal d'une série de lois comme la Second Vinson Act en 1938, la Third Vinson Act de 1940, ainsi que les Two-Ocean Navy Act de 1940 qui permet à l'US Navy d'entrer efficacement dans la Seconde Guerre mondiale car les nouveaux navires construits sont en mesure de lutter immédiatement contre les derniers navires construits au Japon.

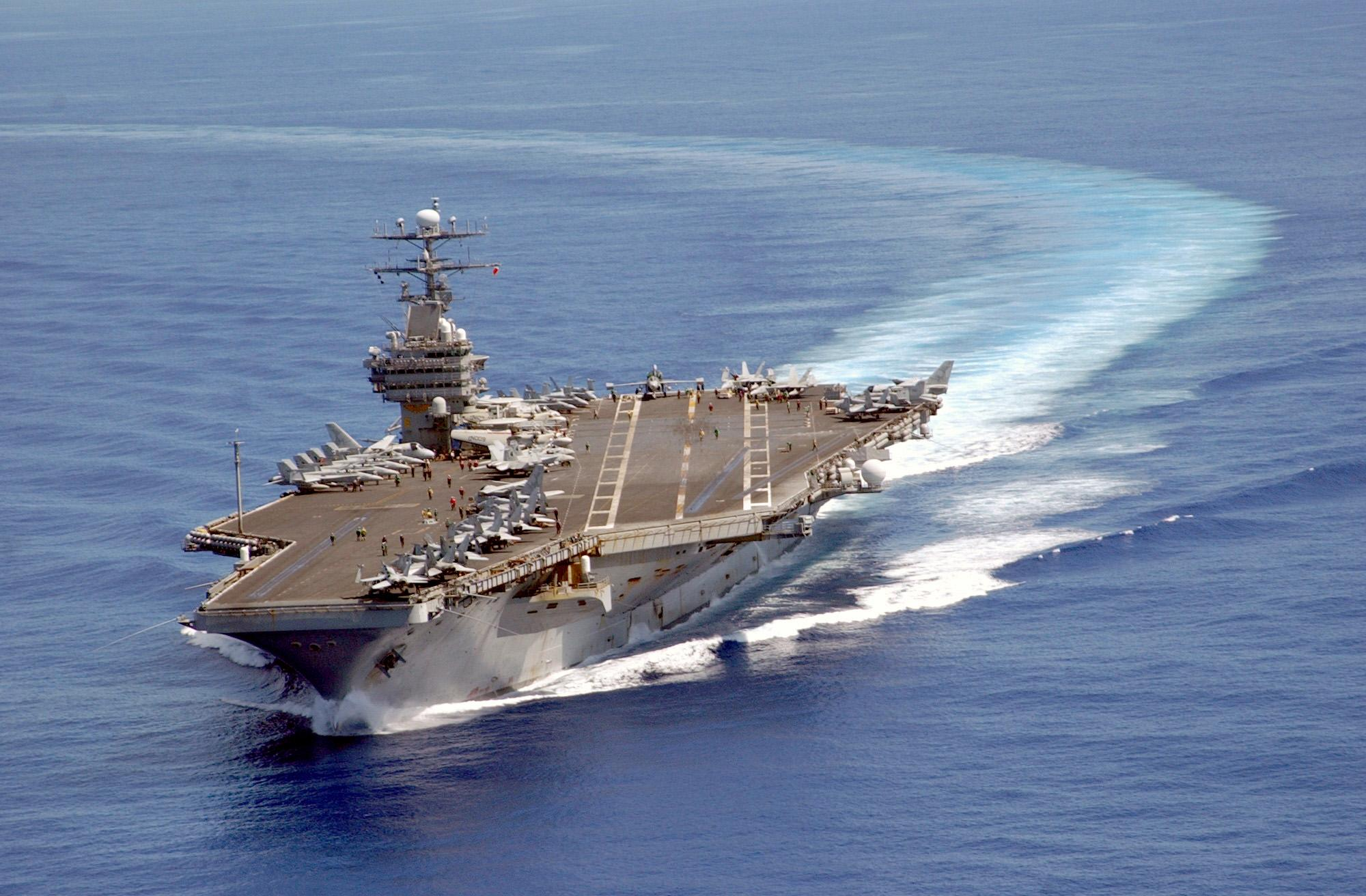
USS Carl Vinson (CVN-70)

Après la Seconde Guerre mondiale, la House Naval Affairs Committee est fusionné avec la Military Affairs Committee pour devenir la United States House Committee on Armed Services. Le Congrès est désormais contrôlé par les Républicains à la suite de l'élection de 1946 et Vinson reste membre de la commission deux années, avant d'en devenir le président au début de l'année 1949. Il occupe ce poste, à l'exception d'un mandat républicain de deux ans au début des années 1950, jusqu'à sa retraite en 1965. En tant que président, Vinson supervise la modernisation de l'armée et sa mise en avant lors de la guerre froide. Il a notamment supervisé la construction du USS Enterprise (CVN-65), premier porte-avions américain à propulsion nucléaire, à la fin des années 1950.
En 1956, fervent ségrégationniste, Carl Vinson signe le Southern Manifesto.
Après avoir servi 26 mandats consécutifs (50 ans et un mois), il ne sollicite pas de nouveau mandat en 1964 et prend sa retraite du Congrès en janvier 1965. Il retourne dans le comté de Baldwin en Géorgie, où il vit jusqu'à sa mort. Sa longévité est dépassée en 1994 par Jamie L. Whitten (en), représentant du Mississippi.
Vinson n'a pas d'enfant, mais son petit-neveu, Sam Nunn (né en 1938) est sénateur de la Géorgie de 1972 à 1997.

## Honneurs

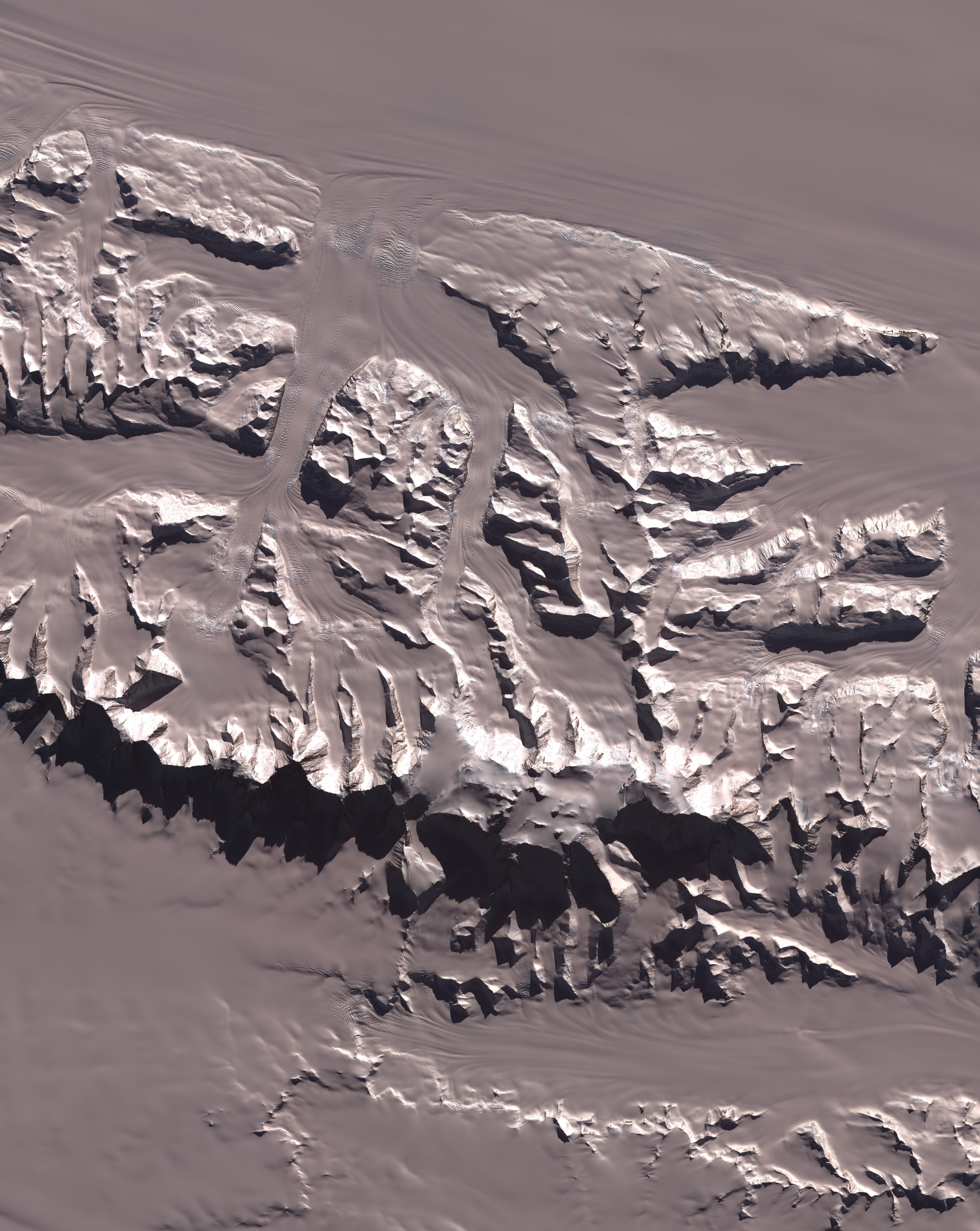
Vue satellite du massif Vinson

En reconnaissance de ses efforts au nom de l'US Navy, le porte-avions américain à propulsion nucléaire de la classe Nimitz USS Carl Vinson (CVN-70) porte son nom. C'est un honneur rare pour une personne encore vivante, ce qui lui permet de suivre son lancement le 15 mars 1980.
Le Massif Vinson, plus haute montagne d'Antarctique, découverte en 1958 lors d'une mission d'exploration de l'aéronavale américaine, porte aussi son nom.
Vinson reçoit le Sylvanus Thayer Award de l'Académie militaire de West Point et en 1964, le président Lyndon Johnson lui décerne la médaille présidentielle de la Liberté, la plus haute distinction que le président américain peut accorder à un civil.